# کرفرد هنری
 کرفرد هنری (انگلیسی: Crawford Henry؛ زاده ۳۰ مهٔ ۱۹۳۷) یک تنیس‌باز اهل ایالات متحده آمریکا است.